# يوهانس شملهاوسن
يوهانس فيدوروفيتش شملهاوسن (1849 - 1894) (بالروسية: Иван Фёдорович Шмальгаузен) هو عالم نباتي، معروف بدراساته لنباتات أوروبا الشرقية.
درس العلوم في جامعة سانت بطرسبرغ الحكومية، وحصل على درجة الماجستير سنة 1874. كان أستاذًا في علم النبات ومديرًا للحديقة النباتية في جامعة تاراس شفتشينكو الوطنية في كييف لعدة سنوات.
تم تسمية جنس Schmalhausenia (من الفصيلة النجمية) باسمه تكريما له.